# 王守仁墓
王守仁墓，或称“王阳明墓”，是明朝大儒王阳明的墓地。王守仁墓现今位于浙江省绍兴市郊区仙霞山麓。

## 王守仁
王守仁，又称王阳明或阳明先生，是中国明朝著名的哲学家，儒家心学的集大成者。除哲学家外，王守仁同时也是政治家、军事家、教育家、书法家、文学家和诗人，可谓历史上少有的全能大儒。王守仁出生于浙江绍兴府余姚县（今余姚市），建功立业后被封为“新建伯”，府第位于绍兴。在江西逝世后，王阳明遗体被运回绍兴安葬。

## 历史
王守仁墓始建于明朝嘉靖八年（1529年），为皇帝赐建。清朝曾有多次修葺，主要在康乾盛世年间。乾隆四十九年（1784年），乾隆帝南巡时，王守仁墓曾大修一次。乾隆帝御题御赐“名世真才”匾额。当时并建有“四柱冲天”式石质牌坊于墓前。抗日战争时期，国军驻绍兴部队将领陶广曾树立新墓碑并修葺墓地。
1988年至1989年间，绍兴县文物保护管理所曾主持对王守仁墓进行过全面整修。1989年12月，王守仁墓被列为浙江省重点文物保护单位。2006年5月25日，王守仁墓和王守仁故居一起被列为中华人民共和国全国重点文物保护单位，其中王守仁故居位于浙江省宁波余姚市（余姚市紧邻绍兴市）。

## 现状
王守仁墓依山而建，墓区景色甚佳。著名书法胜地兰亭仅距离王守仁墓约二里远。占地约2000平方米。墓地包含甬道和主墓。主墓有石质墓碑，上刻“王阳明先生之墓”，为隶书字体。主墓前有供桌，为石质。甬道长逾70米，含有石阶逾百级。